# Brad Cohen
Brad Cohen (18 de dezembro de 1973) é um orador motivacional, professor, diretor escolar e autor americano, que convive com a Síndrome de Tourette desde os 6 anos. Cohen descreveu suas experiências crescendo com a condição em seu livro, Front of the Class: How Tourette Syndrome Made Me the Teacher I Never Had, co-autoria com Lisa Wysocky. O filme Front of the Class produzido para a televisão narra partes de sua vida, demonstrando as dificuldades e superações enfrentadas por quem convive com a Síndrome de Tourette.
Durante sua infância, Cohen foi acusado de ser um problemático na escola e foi punido por seus professores pelos tiques e ruídos causados pela síndrome. Ele decidiu "tornar-se o professor que ele nunca teve". Depois que ele se formou e recebeu seu certificado de ensino, 24 escolas elementares rejeitou-o antes que ele foi contratado em Mountain View Elementary School, em Cobb County, Georgia. Como um professor novo, foi nomeado "First Class Teacher of the Year" (Primeira Classe Professor do Ano) da Geórgia.